# Guillaume Ireland (jésuite)
Pour les articles homonymes, voir Ireland.
Guillaume Ireland (ou William Ireland), né en 1636 au Lincolnshire (Angleterre) et mort (exécuté) le 24 janvier 1679 à Londres, est un prêtre jésuite anglais. Il est exécuté par pendaison sous le règne du roi Charles II pour participation au prétendu complot papiste contre le roi.   

## Jeunesse

### Jeunese et formation
Fils aîné de Guillaume Ireland de Crofton Hall du Yorkshire et de Barbara Eure du Lincolnshire, Ireland reste proche de ses nombreuses sœurs qui l'aident à prouver son innocence dans la participation au complot. Il fait ses études au collège des Jésuites anglais de St. Omer et est admis au noviciat des Jésuites anglais, à Watten, dans le Nord de la France, le 7 septembre 1655.
Ordonne prêtre à Liège en 1667 il passa quelques années au Collège de Saint-Omer et ensuite est confesseur des religieuses clarisses anglaises de Gravelines.

### Retour en Angleterre
Nommé procureur du collège en 1676 et de toute la province anglaise en 1677 le père Ireland retourne dans son pays natal en juin 1677. En raison de sa position importante de ‘procureur’ Titus Oates lui attribue un rôle important dans la soi-disant conjuration papiste de 1678.

### Le prétendu complot papiste
Dans la nuit du 28 septembre 1678, Ireland est arrêté par une bande d'hommes en armes conduits par Titus Oates, l’instigateur du complot. Tous ses documents et registres comptables sont saisis. Après trois mois de prison à Newgate, le père Ireland est traduit en audience devant la justice de Newgate le 17 décembre, avec ses confrères jésuites Thomas Whitbread et  John Fenwick, ainsi que le frère bénédictin Thomas Pickering et un laïc, John Grove, propriétaire d'une maison à Londres qui servait de refuge pour prêtres recherchés.  Ils sont accusés d’avoir ourdi un complot contre le roi Charles II à Newmarket, un crime de haute trahison. Sous serment, Titus Oates et William Bedlow jurent que Grove et Pickering auraient reçu une importante somme d'argent pour organiser cet assassinat. Leur témoignage parjure fait forte impression sur le jury : William Scroggs, juge principal, se prononce contre Ireland malgré l'alibi fourni par ses sœurs.
Pickering, Ireland et Grove sont condamnés à mort. Quelques semaines plus tard Grove et Ireland sont pendus, traînés et équarris à Tyburn. Le père Guillaume Ireland meurt le 24 janvier 1679. Pickering languit en prison pendant trois mois de plus jusqu'à son exécution le 16 mai 1679.
Plus tard, en 1685, Titus Oates  qui monta de toutes pièces ce pseudo ‘complot papiste’  fut condamné pour parjure et emprisonné à vie.

## Vénération
Béatifié en 1929 le pape Pie XI avec cent six autres catholiques martyrisés comme lui, il est vénéré par l'Église catholique le 4 mai avec le groupe des Cent sept martyrs d'Angleterre et du Pays de Galles et individuellement le 24 janvier.

## Voir également

### Biographie
- (en) Richard Challoner, Memoirs of Missionary Priest, ed. Pollen, 1969.
- Old Bailey Proceedings Online, Trial of William Ireland, John Grove. (t16790131-1, 31 January 1679).